# باناوي
باناوي (رسميا: بلدية Banaue، الفلبين: بيان نانوغرام Banaue، Ilocano : إيلي تي Banaue) هي بلدية في الفلبين في محافظة إيفوغاو، يقع فندق باناوي في شمال جزيرة لوزون في وسط Cordilleras الفلبينية، المنطقة جبلية، وأعلى جبل هو جبل أموياو على ارتفاع 2628 متر فوق مستوى سطح البحر، وهي موطن مزارع الأرز التي تعتبر من التراث العالمية التابعة لليونسكو.

## المعالم السياحية

### مدرجات الأرز في باناوي

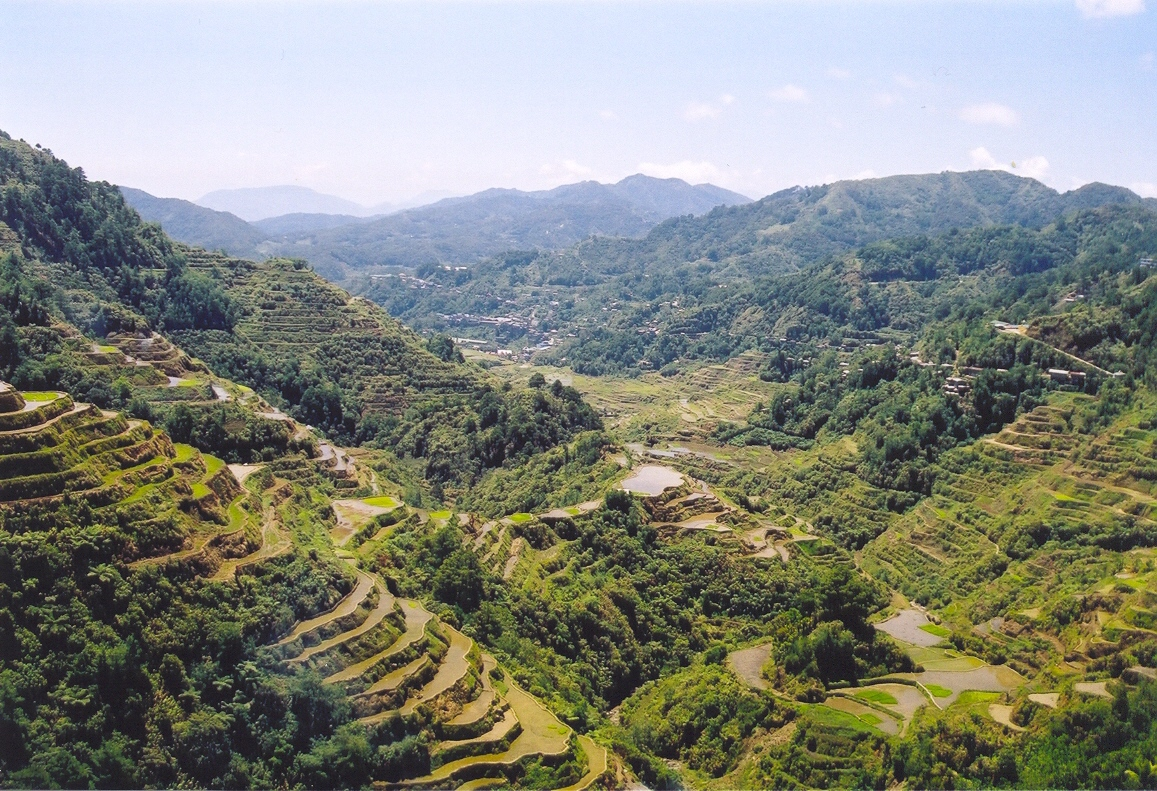
مدرجات الأرز في عام 2003

تعد شرفات الأرز في بانوي، والتي لا يقل عمرها عن 2000 عام، جزءًا من مزارع الأرز في كورديليراس الفلبينية، والتي امتدت في السابق من مقاطعة كاجايان في الشمال الشرقي إلى مقاطعة كويزون في أقصى الجنوب. تصل إلى ارتفاع 1500 متر فوق مستوى سطح البحر.

### المزيد من شرفات الأرز
يمين|تصغير| مدرجات الأرز المدرج باتاد (Ifugao) .  مقارنة الحجم: تبعد الأكواخ الموجودة عن اللوحة، على يمين مركز الصورة في ظل السحابة ، مسافة تزيد عن ساعة بالسيارة.
تبعد أقدم الأجزاء حوالي 20 كم عن بارانغجاي باتاد في غرب باناوي. وهي مذهلة بشكل خاص وزرعت مثل المدرجات الضخمة. تقع شرفات الأرز الأخرى والينابيع الساخنة في هاباو Hapao. بالنسبة إلى كلتا الوجهتين، لا توجد سوى جولات جيبني منظمة للسائحين، والسبب الآخر هو ظروف المنحدر ووصلات المرور غير المنتظمة التي يصعب الوصول إليها من الناحية اللوجستية.
بعد انتهاء الحرب في الفلبين ومع ارتفاع السياحة في المنطقة بشكل عام أصبحة مدينة باناوي وجهة سياحية وعدد السياح في ارتفاع مستمر.

### المهرجانات العرقية في المنطقة
منطقة Cordilleria الإدارية (CAR) تضم المنطقة 171 عرقا لغوية. 92 ٪ من سكان هذه المنطقة ينتمون إلى مجموعات عرقية أصلية - وهي أعلى نسبة في الجزيرة.
منذ عام 1979، يقام مهرجان باناوي امبياه Banaue Imbayah ، وهو مهرجان عرقي ينظمه في الغالب أفراد من قبيلة ايفو غايو Ifugao ، كل ثلاث سنوات. الكلمة تأتي من بياه وتعني نبيذ الأرز. Bumayah أو Imbayah يعني إما «عقلية شديدة» أو «ثروة / الحدوث» - وهي مناسبة تتدفق فيها عبوات الأرز بوفرة من الأباريق السحرية التي تنتقل من جيل إلى جيل. مهرجان ذو خلفية تاريخية وثقافية، أقيم للموت والآلهة. يرتدي الرجال أوتارهم التقليدية التقليدية ذات خطوط صفراء وخطوط سوداء وبيضاء، حيث يتم دمج النقوش البسيطة في نفس النمط: عقال الرأس ذو شرابات حمراء وصفراء فاتحة وصفراء ذهبية. في الأصل كانت فرقة المهرجان في السابق مزينة بأوراق شجرة التنين كرمز للمناسبة تلبس أنياب الخنازير البرية على قلادة. النساء يرتدين tapis الملونة (التنانير) والمجوهرات الثمينة. حسب أنماط نسيجهم يمكنك قراءة الحالة الاجتماعية.
1. ↑   https://psa.gov.ph/classification/psgc/barangays/1402701000. اطلع عليه بتاريخ 2025-04-13. {{استشهاد ويب}}: |url= بحاجة لعنوان (مساعدة) والوسيط |title= غير موجود أو فارغ (من ويكي بيانات) (مساعدة)
2. ↑  "2024 Census of Population (POPCEN) Population Counts Declared Official by the President" (بالإنجليزية). Philippine Statistics Authority. 17 Jul 2025. Retrieved 2025-07-18.
3. ↑  2024 Census of Population (POPCEN) Counts Declared Official by the President (بالإنجليزية), 17 Jul 2025, QID:Q127963148
4. ↑  Household Population, Number of Households, and Average Household Size of the Philippines (2020 Census of Population and Housing) (بالإنجليزية), Philippine Statistics Authority, 23 Mar 2022, QID:Q107442757
5. ↑  GeoNames (بالإنجليزية), 2005, QID:Q830106
6. ↑  [وصلة مكسورة]"السياحة في الفلبين". دليل العربي. 22 مارس 2019. مؤرشف من الأصل في 2019-12-13. اطلع عليه بتاريخ 2019-03-23.